# اچ‌ام‌اس ویتبای (اف۳۶)
اچ‌ام‌اس ویتبای (اف۳۶) (به انگلیسی: HMS Whitby (F36)) یک کشتی بود که طول آن ۳۶۰ فوت (۱۰۹٫۷ متر) بود. این کشتی در سال ۱۹۵۴ ساخته شد.